# Andrzej Krzysztof Waśkiewicz
Andrzej Krzysztof Waśkiewicz (ur. 22 czerwca 1941 w Warszawie, zm. 11 lipca 2012 w Gdańsku) – polski poeta, krytyk literacki, edytor, redaktor, publicysta i felietonista, autor słuchowisk radiowych.

## Życiorys
Urodził się w rodzinie Janiny z d. Higersberger (1916–1980) i Błażeja (zm. 1944) Waśkiewiczów. Błażej walczyl w Powstaniu Warszawskim w stopniu podporucznika (pseud. Winoszajtis) i zginął w czasie walk. Po upadku Powstania młody Andrzej wraz z matką uratował się z transportu  do obozu przejściowego w Pruszkowie. 
Mieszkał następnie w rodzinnym miejscu matki w Trzylatkowie k. Grójca (do parcelacji), następnie w Łodzi, od r. 1946 na Ziemi Lubuskiej: w Lubsku, we wsi Stary Zagór, w Kożuchowie i Zielonej Górze. Od 1979  r. mieszkał w Gdańsku. 
W 1960 ukończył Państwowe Technikum Rolnicze w Szprotawie, w 1961 Studium Bibliotekarskie w Jarocinie. W 1970 ukończył zaocznie Filologię Polską na Uniwersytecie Adama Mickiewicza w Poznaniu.
Współtwórca Klubu Literackiego przy Lubuskim Towarzystwie Kultury w Zielonej Górze, współorganizator lubuskiego ośrodka KKMP (Korespondencyjny Klub Młodych Pisarzy).
Pracował jako bibliotekarz w Wojewódzkiej i Miejskiej Bibliotece Publicznej w Zielonej Górze (1961–1963), dziennikarz „Gazety Chłopskiej” w Zielonej Górze (1963–1966, kierował jej oddziałem). Kierownik działu artystycznego dwutygodnika „Nadodrze” (1967–1979). W latach 1967-1971 w zespole redakcyjnym pisma „Orientacja”. Członek zespołu redakcyjnego pisma młodego ruchu literackiegio i artystycznego „Integracje” (1978-1995). Pracował jako redaktor w Redakcji Młodego Ruchu Artystycznego i Debiutów Młodzieżowej Agencji Wydawniczej (1979–1990), członek redakcji kwartalnika „Punkt” (1979-1981), redaktor naczelny „Gdańskiego Rocznika Kulturalnego” (1984–1999), redaktor naczelny czasopisma „Autograf” (miesięcznik 1988–1990, dwumiesięcznik 1995-2012), sekretarz redakcji „Magazynu Gdańskiego” (1995–2002). Od 1991 r. współpracował ze Spółdzielnią Wydawniczą Anagram, był w Radzie Nadzorczej. W 2004 przeszedł na emeryturę. 
Jako poeta zadebiutował w 1961 wierszem na łamach tygodnika „Zarzewie”, jako krytyk w 1962 w tygodniku literacko-artystycznym „Współczesność”. Jest autorem ponad trzydziestu książek, redaktorem i współredaktorem wielu czasopism kulturalnych, a także tomów prac zbiorowych, licznych antologii, wyborów wierszy poetów różnych pokoleń. Edytor pism m.in. Anatola Sterna i Juliana Przybosia. Otrzymał liczne nagrody w konkursach i na festiwalach poetyckich (m.in. Czerwona Róża, Nike Warszawska, Wiosna Opolska, Międzynarodowy Listopad Poetycki).
Jego wiersze przłożono na język arabski, białoruski, bułgarski, francuski, niemiecki, ukraiński i włoski. 
Był związany z Orientacją Poetycką „Hybrydy”. Przez dekady uczestniczył w życiu młodoliterackiego ruchu artystycznego. Wraz z Jerzym Leszinem-Koperskim opracował m.in. bibliofiską serię poetycką „Generacje” (1971-1976), serię „Pokolenie które wstępuje” (1974-1985), kilkanaście corocznych antologii „Debiuty poetyckie”(1976-1985). Niestrudzony mentor i krytyk młodych poetów, których promował przez pół wieku. 
Pseudonimy (najważniejsze): akw, Krzysztof Kościesza. 
Należał do ZMP (Związek Młodzieży Polskiej), ZMW (Związek Młodzieży Wiejskiej), ZSL (Zjednoczone Stronnictwo Ludowe), SDP (Stowarzyszenie Dziennikarzy Polskich), GTPS (Gdańskie Towarzystwo Przyjaciół Sztuki). 
Od 1967 roku w Związku Literatów Polskich. Przez wiele lat pracował w Komisji Kwalifikacyjnej ZG ZLP, od 2003 jej przewodniczący, członek Zarządu Głównego ZLP. 
Dwukrotnie żonaty: z Mirosławą Kużel (1964-1973) i z  Anną Sobecką(1973-2012). Ojciec Krzysztofa (ur. 1965), Oleny (ur. 1974), Marcina (ur. 1976) i Adama (ur. 1976).
Zmarł w Gdańsku, pochowany 16 lipca 2012 na cmentarzu Łostowickim (kwatera 4-13-37).

## Twórczość (wybór)
- Wstępowanie (1963) - wiersze
- Strefa pamięci (1965) - wiersze
- Dziedzictwo (1965) - wiersze
- Dom z płaskim dachem (1966) - powieść
- Przestrzeń po człowieku (1967) - wiersze
- Próba uzasadnienia (1970) - wiersze
- Lubuskie środowisko literackie  (1970) – informator
- Zapis z nieobecności (1971) - wiersze
- Tożsamość (1973) - wiersze
- Rygor i marzenie (1973) – eseje historycznoliterackie
- Bezsenna jawa (1977) - wiersze
- O poezji juliana Przybosia (1977) - szkic
- Modele i formuła (1978) – eseje krytycznoliterackie
- Formy obecności nieobecnego pokolenia (1978) – eseje krytycznoliterackie
- Bezimienna nadzieja (1980) - wiersze
- Ósma dekada (1982) - eseje krytycznoliterackie
- W kręgu „Zwrotnicy” (1983) – eseje historycznoliterackie
- Julian Przyboś i Awangarda Krakowska (1991) – esej
- Cyprian Kamil Norwid (1991) – esej
- Józef Czechowicz (1991) – esej
- Krzysztof Kamil Baczyński i poezja pokolenia wojennego (1991) – esej
- Miron Białoszewski (1991) – esej
- Mirbad, 7 (1991) – wiersze
- Poezja Władysława Broniewskiego (1994) - esej
- Suwerenne państwo obłoków (1994) – wiersze
- W granicach doświadczenia (1994) - wiersze
- W odwróconej przepaści (1996) – wiersze
- Horyzont zdarzeń. Cztery poematy (1999) – wiersze
- Widmowe światło wspólnoty (2001) – wiersze
- Fenomen gdański (2002) – eseje
- W kręgu futuryzmu i awangardy (2003) – eseje krytycznoliterackie
- Historia, poezja, los (2005) – eseje krytycznoliterackie
- Sekwencje i inne doświadczenia dawne i nowe (2005) – wiersze
- Sny, doświadczenia, epifanie (2006) – wiersze
- Poezja wciąż dwudziestego wieku (2008) – esej
- Lubuskie środowisko literackie. Wybór E. Kurzawa (2014) - eseje krytycznoliterackie
- O literaturze lubuskiej. Wybór E. Kurzawa (2016)  - eseje krytycznoliterackie

## Ordery i odznaczenia (wybrane)
- Krzyż Oficerski Orderu Odrodzenia Polski za wybitne zasługi w twórczości literackiej, za osiągnięcia w działalności społecznej (2002)[6]
- Złoty  Krzyż Zasługi (1984)
- Srebrny medal Zasłużony Kulturze Gloria Artis  (2009)[7]
- Nagroda Prezydenta Miasta Gdańska w Dziedzinie Kultury „Splendor Gedanensis” (1995)[8]
- Nagroda im. Jarosława Iwaszkiewicza za całokształt dorobku twórczego w dziedzinie poezji i krytyki literackiej (2007)
- Lubuska Nagroda Kulturalna (1973)
- Nagroda Artystyczna Gdańskiego Towarzystwa Przyjaciół Sztuki (1988, 1994, 2006)
- Nagroda Prezydenta Miasta Gdańska w Dziedzinie Kultury z okazji jubileuszu 50-lecia pracy twórczej oraz 70. urodzin (2011)
- Nagroda Prezydenta Miasta Gdańska w Dziedzinie Kultury z okazji 45-lecia twórczości literackiej (2006)
- Nagroda Prezydenta Miasta Gdańska w Dziedzinie Kultury z okazji jubileuszu 50-lecia Gdańskiego Towarzystwa Przyjaciół Sztuki (2008)
- Odznaka Zasłużony działacz kultury (1973)
- Honorowy Lubuski Wawrzyn Literacki (2012)[9]
- Nagroda Specjalna za całokształt twórczości w Ogólnopolskim turnieju poetyckim Czerwonej Róży (1983)
- Nagroda im Ryszarda Milczewskiego-Bruno (2002)
- Nagroda im. Tomasza Nocznickiego za publicystykę w prasie ZSL (1965)

Źródło:.

## Upamiętnienie
Od 2015 Nagroda Literacka Związku Literatów Polskich nosi imię Andrzeja K. Waśkiewicza, i przyznawana jest przez Oddział ZLP w Zielonej Górze w uznaniu za wartościowe dzieło literackie, w tym również za dzieło dramaturgiczne, krytyczne, eseistyczne.